# Pestanya (informàtica)
|  | Per a altres significats, vegeu «Pestanya». |

Pestanyes d'una finestra de diàleg de OpenOffice.org Writer.

Una pestanya o llengüeta (en anglès: tab) és un element de la interfície d'un programa que permet de canviar ràpidament el que s'està veient i sense canviar de finestra que s'usa. La pestanya pot formar part d'una finestra o d'un menú dins el programa.
Exercir una tasca emprant les pestanyes permet de carregar diversos elements separats dins d'una mateixa finestra i així és possible alternar entre ells amb una major comoditat. Amb les pestanyes, a més, és possible evitar tenir multitud de finestres obertes a l'escriptori, facilitant l'ús de l'ordinador a l'usuari per a treballar en diferents aspectes d'un mateix programa.
És una característica comuna dels navegadors web, com Mozilla Firefox, Google Chrome, Opera, Internet Explorer, Konqueror o Amaya.